# Tetrafluoreto de xenônio
Tetrafluoreto de xenônio é um composto de fórmula química XeF4.

## Características principais

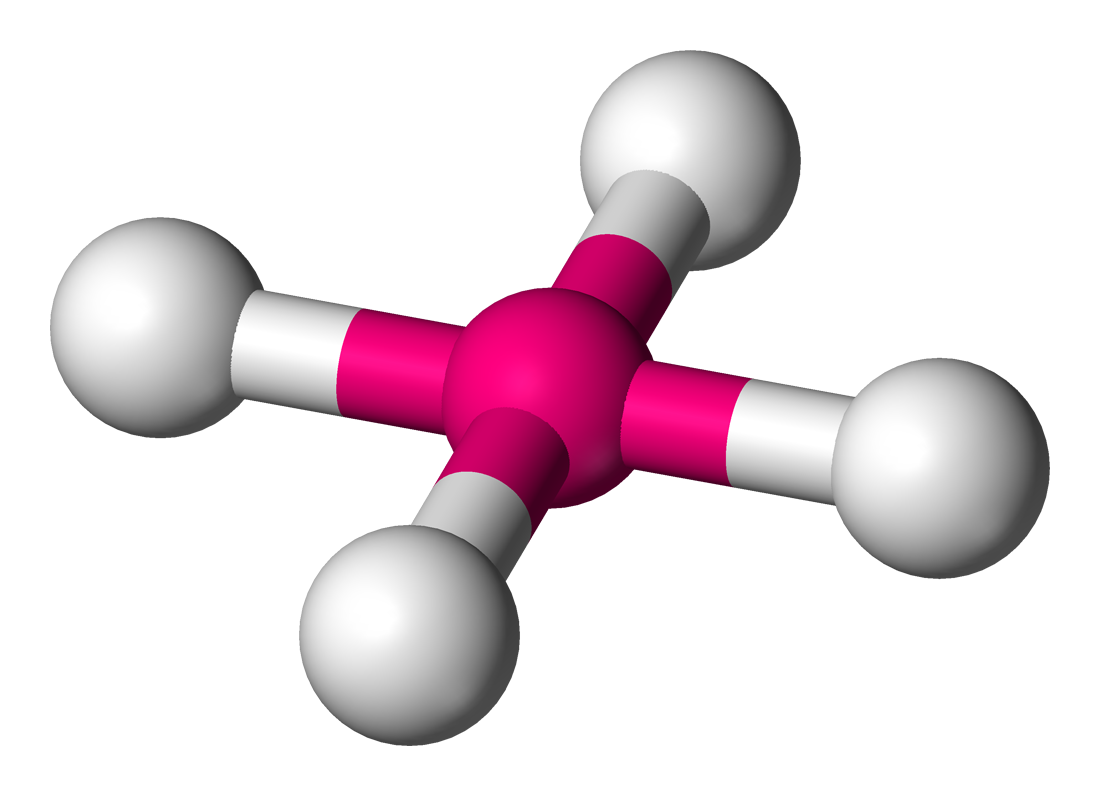
Estrutura molecular do tetrafluoreto de xenônio, XeF_{4}.

O tetrafluoreto de xenônio é um composto sólido cristalino e incolor de fórmula química XeF4, formada como um dos subprodutos da reação direta entre os gases flúor e xenônio a cerca de 400°C. Essa reação também produz os compostos XeF2 e XeF6. Tetrafluoreto de xenônio é um composto muito reativo, sendo um poderoso agente oxidante e de fluoração. Assim como o XeF2, ele reage violentamente com a água, com metais e com compostos orgânicos, liberando compostos de flúor e xenônio gasoso:
XeF4 + 2H2O --> Xe + O2 + 4HF
XeF4 + 2Zn --> Xe + 2ZnF2
Essa substância é um dos primeiros compostos de gases nobres produzido; sua molécula é um exemplo clássico de molécula hipervalente, ou seja, com mais de 8 elétrons na camada de valência, portanto não segue a regra do octeto. Sendo assim, é uma exceção à regra do octeto.

## Precauções de uso
O Tetrafluoreto de xenônio é considerado um composto perigoso, devido à sua alta reatividade química, entre outros fatores. Ele reage violentamente com várias substâncias, podendo provocar explosões e incêndios, além de ser corrosivo (XeF4, ao reagir, pode liberar fluoreto de hidrogênio (HF) como subproduto, que é extremamente corrosivo e pode causar sérias queimaduras que cicatrizam com muita dificuldade). Felizmente, o contato com o
XeF4 é muito raro , pois o composto não está disponível comercialmente e é produzido apenas em alguns laboratórios.